# 广六眼幽灵蛛
广六眼幽灵蛛（学名：Spermophora senoculata）为幽灵蛛科六眼幽灵蛛属的动物。分布于日本以及中国大陆的甘肃、湖南、浙江等地。